# Mariëngaarde
Mariëngaarde ou "(H)orta Sanctae Mariae" était un monastère de la province néerlandaise de Frise, situé au sud-ouest du village de Hallum, près du hameau de Hallumehoek (nl). Il a été fondé en 1163 par Frederik van Hallum (nl) et fut le premier monastère norbertin des pays frisons. Les débuts de l'histoire du monastère ont été largement transmis dans trois vitae : la Vita Fretherici, la Vita Siardi et la Vita Sibrandi, Iarici et Ethelgeri. Du monastère lui-même, il ne reste que les douves et un certain nombre de pierres placées dans un monument. Aujourd'hui, une ferme s'élève sur le site de l'ancien monastère et le site est protégé au titre des monuments archéologiques. Sur la route d'accès se trouve un panneau d'information indiquant, entre autres, le plan probable du monastère.

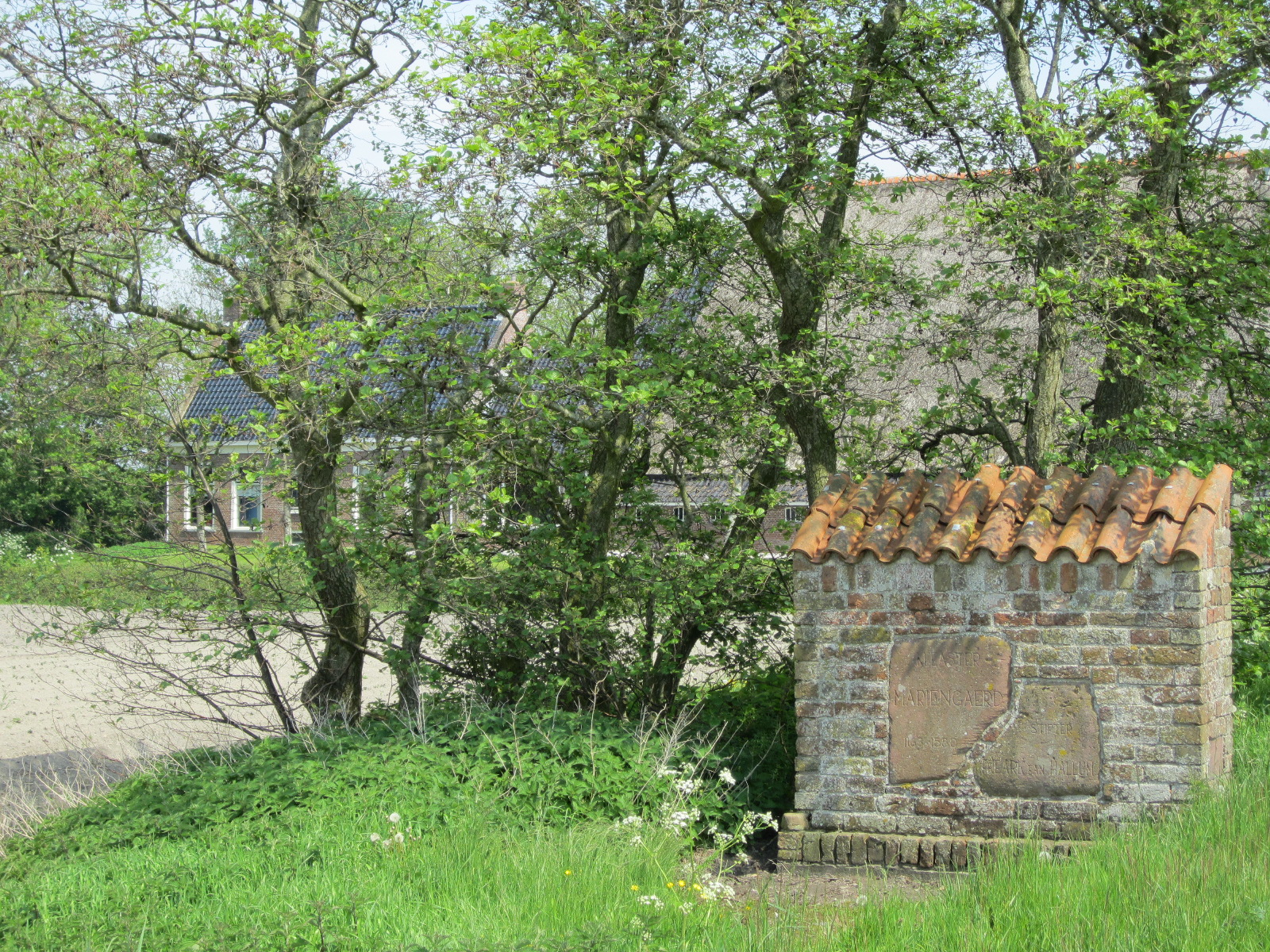
Monument dans la ferme sur le terrain de l'ancien monastère.

## La fondation
La fondation du monastère est décrite dans la Vita Fretherici, ou la vie de Frederik van Hallum. Frederik avait fait ses études à Münster et avait été nommé curé à Hallum. Il avait le désir de fonder une communauté monastique, mais sans doute pas encore les moyens. Il ne pouvait pas se passer des revenus de l'église de Hallum, qui semblent avoir en partie déterminé son choix final de commande. Il existait déjà un monastère cistercien dans la région, mais cet ordre n'autorisait aucune activité laïque de ses frères. Cependant, les revenus de l’église n’étaient pas suffisants pour permettre de fonder un établissement. Ce n'est qu'après le décès de sa mère que Frederik a osé créer cette communauté.
Les Prémontrés savaient qu'un nouveau monastère en règle générale, avait besoin de la paternité d'un monastère déjà existant. Frederik s'était déjà rendu au monastère de Marienweerd (nl) en Gueldre, il était donc évident qu'il y demanderait cette paternité. Mariënweerd faisait également partie du même diocèse, l'Archidiocèse d'Utrecht. Pourtant, il finit par se retrouver à Steinfurt. La raison pour laquelle il a cherché en dehors du diocèse n'est pas connue, même s'il est clair que Frederik avait déjà un lien avec le diocèse de Münster par son éducation.

## Les abbés
Seules des informations fragmentaires ont survécu sur de nombreux monastères médiévaux de Frise. Mariëngaarde est, à travers la Vitae, une exception positive. Grâce celle-ci se dessine une image assez claire des premières années du monastère. Outre Frederik, les Vitae de quatre successeurs ont été conservées. La Vita de Frederik a probablement été écrite par l'un des quatre, Sibrand van Mariëngaarde, élu abbé en 1230.
Cependant, le successeur le plus important de Frédéric est Siardus qui fut abbé de 1194 à 1230. Siardus possède sa propre vita qui semble avoir été rédigée avant tout comme un modèle de vocation à la vie monastique. Sa vita se termine par une liste des miracles qui lui sont attribués.

## Possession
Même si la pauvreté était l'un des trois vœux que devaient prononcer les frères, les monastères médiévaux eux-mêmes étaient des institutions assez prospères. Mariëngaarde n'était certes pas le monastère le plus prospère de la Frise médiévale, puisque c'était celui d'Aduard (nl), mais elle disposait d'une base économique solide. La propriété foncière en était le fondement.
Dans les premières années, les biens du monastère étaient largement exploités par le monastère lui-même à travers des fermes. Mariëngaarde est connu pour avoir eu des grangia similaires sur les îles de Griend et Marken, ainsi qu'à Bakkeveen (pas pour la tourbe, mais pour la laine) ; et une maison-refuge urbaine à Groningue. Cette batisse était à l'origine probablement destinée à servir d'entrepôt, bien qu'aucune autre indication n'ait pu être trouvée. Ce qui est sûr, c'est que plusieurs monastères frisons, dont Mariëngaarde, commerçaient avec Hambourg et la Flandre au XIIIe siècle ; un entrepôt dans la seule ville du nord s'inscrit dans ce contexte.

## Monastères frères
Un monastère médiéval n'avait pas seulement des exploitations extérieures, mais tirait également son importance des monastères frères, des monastères fondés à partir du monastère et qui assumaient parfois, mais certainement pas toujours, la paternité du monastère initial. En tant que premier monastère norbertin de Frise, Mariëngaarde était une mère logique. Le monastère de Bethléem (Bartlehiem), près d'Aldtsjerk (Oudkerk en néerlandais), était un de ces monastères frères. En 1208, Anastasia, duchesse de Poméranie, invita les moines de Mariëngaarde à reconstruire le monastère de Belbuck (de) près de Treptow a/d Rega (Trzebiatów actuelle) et à l'occuper avec de nouveaux moines.[2] En 1228, Anastasia accueillit des moines du monastère frère de Bethléem au monastère de femmes de Marienbusch (de) (Rubus Sanctae Mariae) à Treptow en Poméranie.
Le premier monastère prémontré situé en Ommelanden, Oldeklooster (nl) à De Marne, avait effectivement un lien avec Mariëngaarde, mais il s'agissait d'une scission plutôt que d'un monastère frère. Le monastère de Bloemhof (nl) à Wittewierum aurait pu être une institution fille de Mariëngaarde, mais Siardus (nl) n'avait pas suffisamment confiance dans la viabilité de cette fondation.

## Biographie
- Herma M. van den Berg, Het voormalige klooster Mariëngaarde bij Hallum, 1979
- H.T.M. Lambooij, Sibrandus Leo en zijn abtenkronieken van de Friese premonstratenzerkloosters Lidlum en Mariëngaarde. Een nadere studie, editie en vertaling, Hilversum 2008 (archivé)